# Consonne spirante palatale voisée
Pour les articles homonymes, voir yod.
La consonne spirante palatale voisée, semi-consonne palatale, semi-voyelle palatale ou yod est un son très fréquent des langues parlées. Son symbole dans l'alphabet phonétique international (API) est [j]. On l'appelle aussi mouillure quand il suit une consonne, qu'il transforme alors en une consonne mouillée. Certains auteurs utilisent le symbole API [ʝ̞] pour distinguer la consonne de la semi-consonne [j].

## Caractéristiques
Voici les caractéristiques de la consonne spirante palatale voisée :
- son mode d'articulation est spirant, ce qui signifie qu’elle est produite en contractant modérément les organes phonateurs au point d’articulation, causant à peine une turbulence ;
- son point d'articulation est dit palatal, ce qui signifie qu'elle est articulée avec le milieu ou l'arrière de la langue contre le palais rigide ;
- sa phonation est voisée, ce qui signifie que les cordes vocales vibrent lors de l’articulation ;
- c'est une consonne orale, ce qui signifie que l'air ne s’échappe que par la bouche ;
- c'est une consonne centrale, ce qui signifie qu’elle est produite en laissant l'air passer au-dessus du milieu de la langue, plutôt que par les côtés ;
- son mécanisme de courant d'air est égressif pulmonaire, ce qui signifie qu'elle est articulée en poussant l'air par les poumons et à travers le canal vocal, plutôt que par la glotte ou la bouche.

## En français
Le français possède le [j]. Il peut être noté soit par le trigramme ill (comme dans « papillon », « abeille »), soit par la lettre i lorsqu'elle est située devant une voyelle (« lion », « rien »), soit par la lettre y lorsqu'elle est, à l'instar du i, située devant une voyelle (« yoga », « cyan ») ou entre deux voyelles, cas où elle est prononcée comme deux i (« voyage », « crayon »), soit encore dans certains mots d'emprunts (« boycott », « cowboy »).
Mais en ancien français et encore dans quelques dialectes, il est prononcé [ʎ].

## Autres langues
On trouve ce son dans de nombreuses langues indo-européennes, dont les langues germaniques comme l'anglais (noté y) ou l'allemand (noté j), les langues slaves (noté généralement j pour les langues utilisant l'alphabet latin), les langues indo-aryennes comme le sanskrit. Il est extrêmement présent en russe. On le retrouve en italien, par exemple dans les mots scoiattolo, proprio ou insieme. Il existe aussi en finnois (noté j), en japonais (noté y dans la plupart des systèmes de transcription, en particulier en rōmaji, le système standard adopté officiellement au Japon).
Le polonais possède un [j̃] allophone de ń [ɲ].